# Nicky Hilton
Nicholai "Nicky" Olivia Hilton Rothschild (Nova York, 5 de Outubro de 1983) é uma modelo, estilista e socialite americana.

## Vida pessoal
Nicky é irmã de Paris Hilton e herdeira do império Hilton. É casada com um membro da família Rothschild e tem dois filhos.

## Carreira

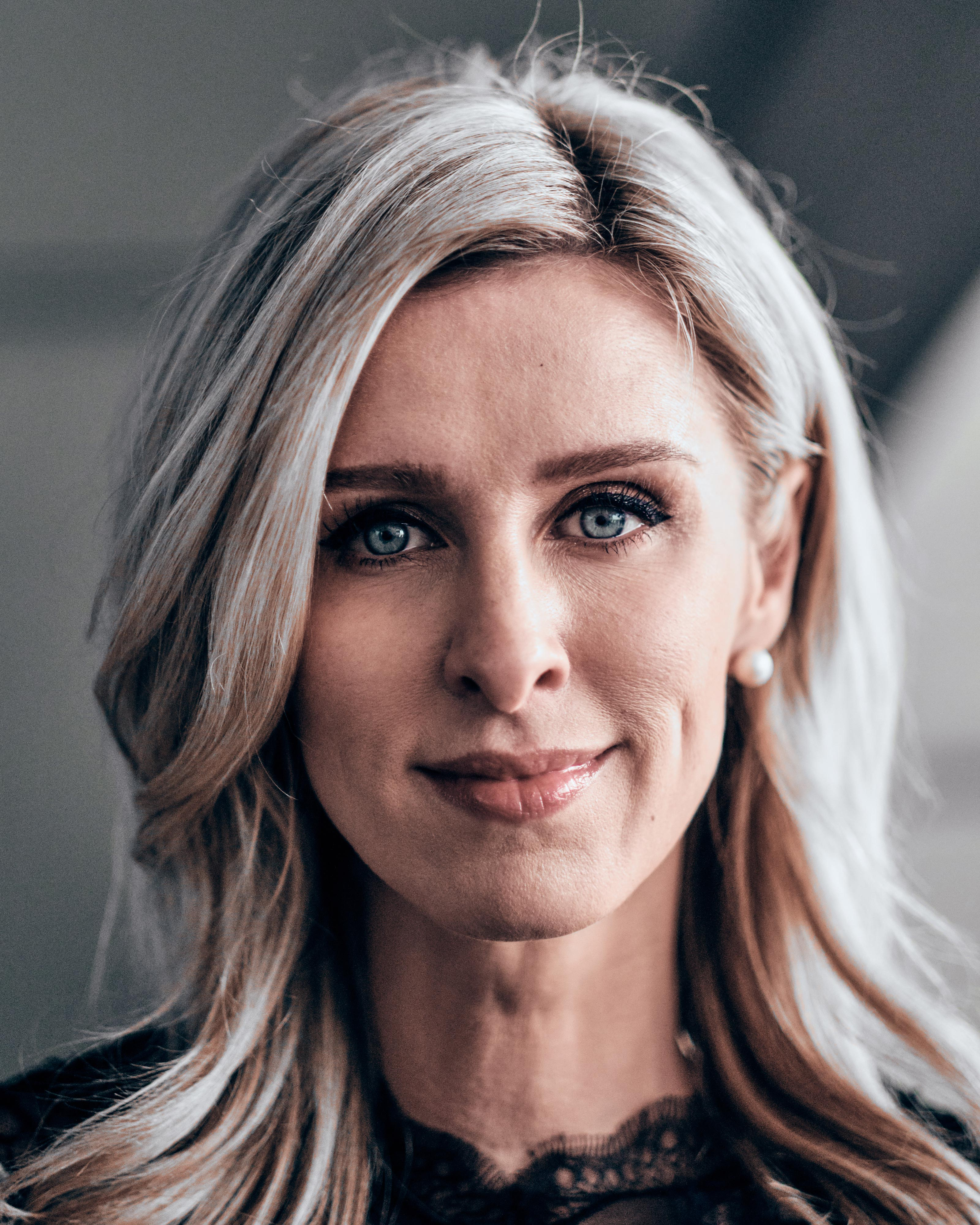
Nicky Hilton (2019)

### Modelo
Nicky Hilton começou a dar seus primeiros passos na moda como modelo, desfilando, entre outros, para 2BFree, LAMB de Gwen Stefani, Just Cavalli, e desde 2004 também começou a trabalhar como estilista. Em 2005 foi, junto com a modelo e atriz norte-americana Kimberly Stewart, testemunha da linha de roupas íntimas da marca australiana Antz Pantz. Como modelo também participou do catálogo de Frederick's of Hollywood. Em 2003 foi uma das protagonistas do calendário For Him Magazine Bacardi & FHM 2003, e a mesma revista dedicou-lhe a capa de março de 2002 e, na edição alemã, de maio de 2003. Em sua carreira de modelo diversas revistas têm reportagens e capas dedicadas (FHM, Vanity Fair, Vogue, Maxim, Stuff, Marie Claire e outras).

### Estilista
Em 2004 lançou uma linha de roupas nos Estados Unidos chamada CHICK by Nicky Hilton e também colaborou com Samantha Thavasa na criação de bolsas e com a rede de acessórios Claire's na criação de colares, brincos e anéis. Em 2007 lançou uma segunda linha de roupas, destinada à moda primavera/verão 2008, chamada Nicholai.

### Atriz
Hilton também fez sua estreia como atriz no filme caseiro de 2006 , National Lampoon's Pledge This!, que também estrelou a irmã Paris Hilton, mas já havia feito uma participação especial (interpretando a si mesma) no filme Pauly Shore Is Dead. Nicky Hilton e sua irmã Paris Hilton anunciaram em 2006 a criação de um desenho animado sobre suas vidas.

### Empreendedora
Além disso, Hilton abriu o primeiro Nicky O Hotel em Miami Beach: uma mistura de hotéis/apartamentos de luxo. Um segundo hotel, com inauguração prevista para Chicago na primavera de 2007, sofreu atrasos na inauguração que levaram parceiros de negócios a processar Nicky Hilton.